# Aleksandra Niwińska
Aleksandra Niwińska (ur. 23 stycznia 1986) – polska lekkoatletka specjalizująca się w ultramaratonach, reprezentantka  LKS Olymp Błonie. 

## Kariera
Wicemistrzyni świata w biegu 24-godzinnym z 2017 roku z Belfastu. Srebrna medalistka w drużynie, z tej samej imprezy. Lekkoatletka pierwszy międzynarodowy sukces osiągnęła w 2015 roku zdobywając drużynowy brąz MŚ i srebro ME w biegu 24-godzinnym w Turynie w 2015 roku. Jej aktualny rekord życiowy w biegu 24-godzinnym to 251 km i 78 m, co jest trzecim kobiecym wynikiem w historii tej dyscypliny.

## Osiągnięcia
- mistrzyni Polski w biegu 24-godzinnym (Katowice 2010)[2]
- mistrzyni Polski w biegu na 100 kilometrów (Kalisz 2010)[3]
- mistrzyni Polski w biegu 24-godzinnym (Katowice 2011)[4]
- mistrzyni Polski w biegu 24-godzinnym (Katowice 2012)[5]
- mistrzyni Polski w biegu 24-godzinnym (Katowice 2013)[6]
- drużynowa brązowa medalistka MŚ w biegu 24-godzinnym (Turyn 2015)
- drużynowa srebrna medalistka ME w biegu 24-godzinnym (Turyn 2015)
- indywidualna srebrna medalistka MŚ w biegu 24-godzinnym (Belfast 2017)
- drużynowa srebrna medalistka MŚ w biegu 24-godzinnym (Belfast 2017)
- drużynowa srebrna medalistka MŚ w biegu 24-godzinnym (Albi 2019)[7]

## Rekordy życiowe
- Bieg 24-godzinny – 251 km 78 m (2017)